# L'eroe dai mille volti
L'eroe dai mille volti, pubblicato per la prima volta nel 1949 da Pantheon Books, è un'opera di mitologia comparata di Joseph Campbell. In essa l'autore, confrontando i miti di varie culture del mondo, introduce una sua teoria che riguarda la struttura mitologica del viaggio dell'eroe "archetipo".
Nello scrivere il libro, l'autore si è rifatto anche a teorie psicoanalitiche, in particolare di Carl Gustav Jung e a testi di antropologia e religione comparata come Il ramo d'oro di James Frazer. Dalla pubblicazione de L'eroe dai mille volti, la teoria di Campbell è stata consapevolmente applicata da un'ampia varietà di scrittori e artisti moderni. Il regista George Lucas ne ha riconosciuto un'influenza nei film di Guerre stellari.
La Fondazione Joseph Campbell e la New World Library hanno pubblicato una nuova edizione di The Hero with a Thousand Faces nel luglio 2008 come parte della serie di libri, registrazioni audio e video di Collected Works of Joseph Campbell. Nel 2011, il "Time" ha inserito il libro nella propria lista dei 100 libri migliori e più influenti scritti in inglese da quando la rivista è stata fondata nel 1923.

## Edizione italiana
- L'eroe dai mille volti, trad. Franca Piazza, Milano: Feltrinelli, 1958; 1984 ISBN 8807080184; Parma: Guanda, 2000 ISBN 8882461955; 2007 ISBN 9788882461959; Torino: Lindau, 2012 ISBN 9788867080236 ISBN 9788867084524